# Testudinoidea
Testudinoidea è una superfamiglia all'interno del sottordine Cryptodira, dell'ordine Testudines. Comprende le tartarughe palustri (Famiglia: Emydidae), le tartarughe asiatiche (Famiglia: Geoemydidae), la monotipica testuggine testagrossa (Famiglia: Platysternidae) e le tartarughe terrestri (Famiglia: Testudinidae). Spesso queste tartarughe sono chiamate testuggini.